# Shuuka
Shuuka (愁歌) fue la tercera demotape de Mucc.

## Lista de canciones
1. «Hana» / 花" - Música y Letra :Miya (ミヤ) - 4:03
2. «Koibito» / 恋人" - Música y Letra :Miya (ミヤ) - 4:38
3. «Jirenma» / ジレンマ" - Música:Miya (ミヤ), Letra: Tatsurou (達瑯) - 4:13
4. «Waltz» / ワルツ" - Música:Miya (ミヤ), Letra: Tatsurou (達瑯) - 5:24
5. «Ayatori» / あやとり" - Música y Letra :Miya (ミヤ) - 4:52
6. «Roberto no theme» / ロバートのテーマ" - Música y Letra: Roberto - 3:48

## Datos de la Demotape
- Ao de cali≠gari/ LAB. THE BASEMENT colabora en la cuarta canción, siendo la primera vez que alguien ajeno al grupo graba con ellos.
- Se vendió a un precio original de 1000 yenes (sin tasas), pero debido a que hace años que no está disponible, actualmente solo se puede comprar esporádicamente en tiendas de segunda mano de música japonesas a un precio muy superior (entre 16000 y 22000 yenes).
- Hiro dejó el grupo el mismo día que salió la Demotape (que también era el día de su primer concierto one-man).
- En el artwork incluido en la Demotape se da la curiosidad que aparecen dos bajistas acreditados, por un lado Hiro sale como miembro del grupo, pero en los dibujos de los miembros del grupo aparece YUKKE que se unió al grupo de forma oficial el 22 de febrero.
- "Roberto no theme" es una especie de versión de “House of the rising sun” "cantada" por Roberto.
- En la carátula se puede observar la presencia del número 69 (símbolo del grupo) dos veces.
- La carátula no lleva ningún tipo de distintivo, ni del grupo, ni de marca, está pintada completamente de blanco.

## Músicos

### MUCC
- Voz: Tatsurou (達瑯)
- Guitarra: Miya (ミヤ)
- Bajo: Hiro
- Batería: SATOchi (SATOち)

### Músicos invitados
- Violín: Ao de cali≠gari/ LAB. THE BASEMENT
- Bajo en directo: YUKKE

- Datos: Q6127274